# Цифрові кочівники

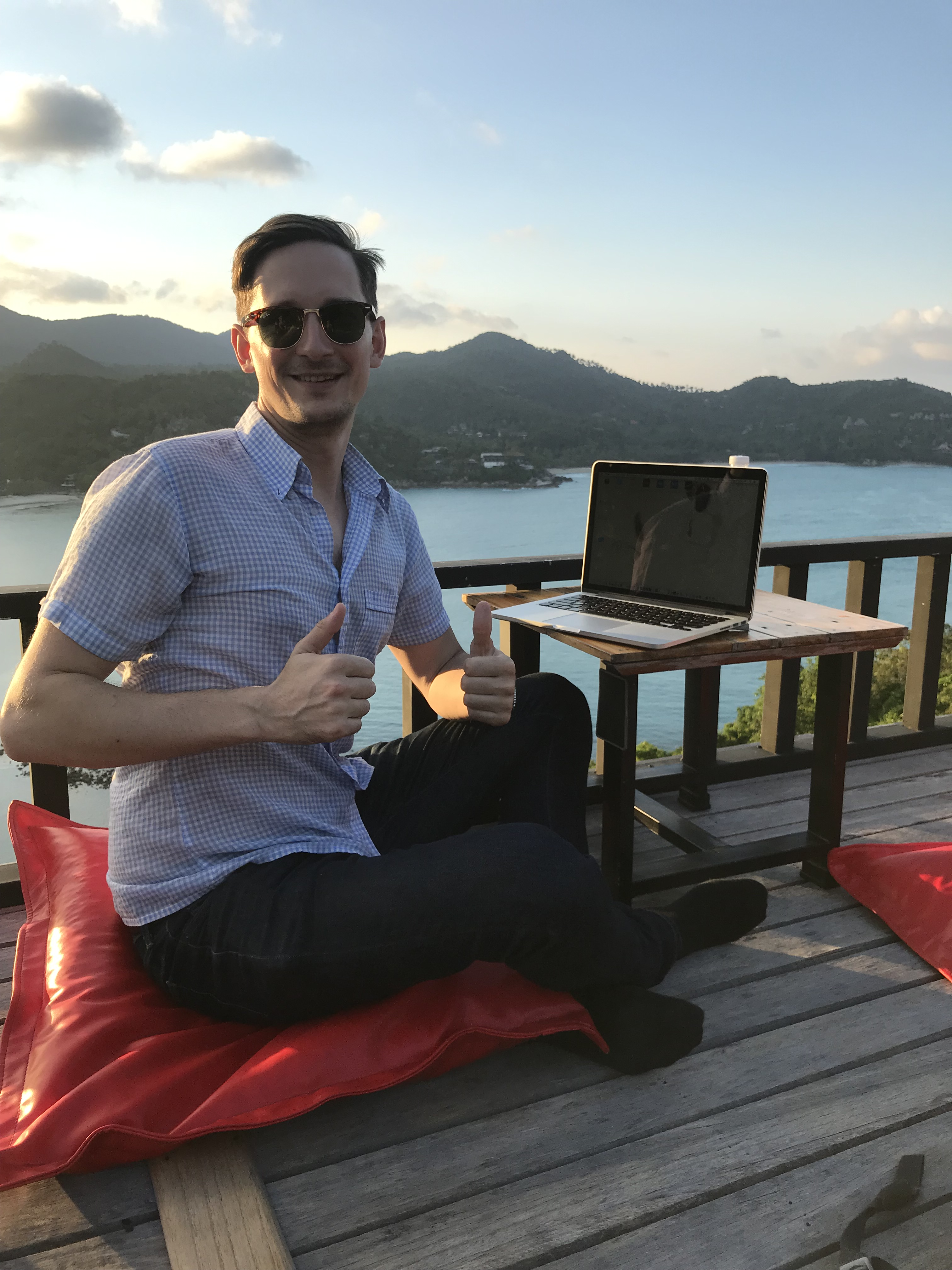
Цифровий кочівник працює з Таїланду

Цифрові кочівники — це тип людей, які використовують телекомунікаційні технології для заробітку на життя і, загалом, ведуть своє життя кочовим способом. Такі працівники часто працюють віддалено з-за кордону, з кав'ярень, публічних бібліотек, кооперативних приміщень чи транспортних засобів. Це часто здійснюється завдяки бездротовому інтернету — на смартфонах або ноутбуках. Успішні цифрові кочівники зазвичай мають фінансову подушку або потребують розвитку високого рівня самостійності та самодисципліни. До поширених типів цифрових кочівників належать «молоді пенсіонери» або «перелітні птахи», незалежні підприємці та віддалені працівники. Зазвичай люди стають цифровими кочівниками з позитивних причин, таких як бажання фінансової незалежности та кар'єри, що дозволяє незалежність від місця розташування. Хоча цифрові кочівники користуються перевагами свободи та гнучкости, вони зазначають самотність, як найбільшу проблему. Цей спосіб життя може спричинити й інші проблеми, такі як відсутність якісного медичного страхування з покриттям у всьому світі, дотримання різних місцевих законів та інколи отримання робочих віз.

## Визначення
Одне з найдавніших відомих застосувань терміна «цифровий кочівник» спочатку було 1997 року в книзі «Цифровий кочівник». Це була назва книги, виданої освітньо-видавничою компанією Wiley. Її написали Цухіо Макімото та Девід Маннерс. Невідомо, чи було словосполучення введено у цій книзі чи вони взяли термін, який вже існував. Цифрові кочівники можуть продати частину власності, щоб полегшити подорожі, а також можуть продати чи орендувати свій будинок.
Основою руху цифрових кочівників є віддалена робота, що дозволяє людям робити свою роботу вдома або іншим способом через інтернет. Цифрові кочівники можуть використовувати бездротовий Інтернет, смартфони, голосовий зв'язок через IP та/або хмарні програми, щоб віддалено працювати там, де вони живуть чи подорожують. Цифрові кочівники можуть використовувати коворкінг або хостели, кафе, спільні офіси тощо.
Цифрові кочівники зазвичай подорожують, поки заробляють гроші через інтернет. Вони знаходять людей, з якими вони можуть досліджувати світ, використовуючи додатки, такі як Fairytrail, TourBar та інші. У деяких випадках спосіб життя цифрових кочівників призводить до нерозуміння та неправильної комунікації між цифровими кочівниками та їх клієнтами або роботодавцями. Інші проблеми можуть також включати різниці часових поясів, труднощі пошуку надійного підключення до інтернету та відсутність розмежування між роботою та вільним часом. Такі послуги, як TransferWise та PayPal, є популярними серед цифрових кочівників. Skype, Zoom та Slack — це звичні інструменти, якими користувачі можуть спілкуватися за допомогою голосового, текстового та відеочату на великих відстанях. YouTube і Instagram використовуються цифровими кочівниками як засіб, за допомогою якого безпосередньо або опосередковано заробляти дохід за допомогою спонсорства та мерчандайзингу, не маючи центрального робочого місця чи житлового простору. Важливим кроком на шляху створення цифрового кочівника є забезпечення актуальності всієї відповідної документації (наприклад, віз та паспортів). Якщо цього не зробити, це може призвести до юридичних труднощів під час поїздки за кордон.

## Популярність
Практично кожен може спробувати жити цифровим кочовим життям, хоча певні групи є більш представницькими в громаді. Ці групи включають молодих людей, підприємців, біженців, кочівників в цілому, людей, які мають добрі нації, тощо. Про цифрових кочівників написав Тім Ферріс у книзі про 4-годинний робочий тиждень, Девід Аллен у книзі Getting Things Done методології та Марк Менсона.
Покоління міленіалів вважається найбільш схильним до віддаленої роботи та фрилансу. Згідно з опитуваннями, за 2016—2017 роки кількість міленіалів, що працювали віддалено повністю або частково, зросла з 21 % до 64 %.

### Популярні напрямки
Деякі напрямки є одними з найпопулярніших місць для цифрових кочівників, зокрема Чіангмай, Медельїн, Мексика та Балі через низьку вартість та досить високу якість життя. Наприклад, місто Убуд на Балі стало популярним серед цифрових кочівників після встановлення оптоволоконного зв'язку для доступу до інтернету. Ще один популярний вибір серед цифрових кочівників — Кіпр. Таллінн, Таріфа, Бансько та Тбілісі популярні серед цифрвих кочівників завдяки критичній масі та більшому сприйняттю способу життя цифрових кочовиків, а також порівняно нижчим витратам на життя. Міста, які мають більш високу вартість життя: Сінгапур та Осло. У Британії популярні міста: Брістоль, Бірмінгем та Брайтон. Це пов'язано з меншими витратами на життя порівняно з Лондоном.

## Помітні цифрові кочівники
- Кріс Гільйо
- Марк Менсон